# Kulankare
Kulankare är ett metallföremål som används inom betongindustrin. Kulankaret gjuts in i betongelement och används sedan till hjälp för att lyfta elementet.